# Liste der Stolpersteine in Garz/Rügen
Die Liste der Stolpersteine in Garz/Rügen enthält alle Stolpersteine, die im Rahmen des gleichnamigen Projekts von Gunter Demnig in Garz auf Rügen verlegt wurden. Mit ihnen soll Opfern des Nationalsozialismus gedacht werden, die in Garz lebten und wirkten. Garz war nach Pasewalk der zweite Ort in Mecklenburg-Vorpommern, in dem diese Gedenksteine gesetzt wurden.
Die drei Stolpersteine für die Familie Cohn in Garz wurden am 2. August 2005 vor dem ehemaligen Wohn- und Geschäftshaus der Familie verlegt. Im November 2005 geschändet, wurden sie am 25. August 2006 neu verlegt. Nachdem ein neuer Besitzer des Hauses die Genehmigung für die Verlegung der Stolpersteine verweigerte, wurden sie im Mai 2021 in Sichtweite des ehemaligen Cohn'schen Hauses vor dem evangelischen Gemeindehaus in der Langen Straße neu verlegt, dabei wurden neue Inschriften gestaltet, die das neu gewonnene Wissen über die Familie widerspiegeln.
| Bild              | Inschrift | Adresse         | Verlegedatum                         | Informationen zur Person |
| ----------------- | --- | --------------- | ------------------------------------ | --- |
| weitere Bilder \| | In Garz lebte Arthur Cohn Jg. 1877 gedemütigt/entrechtet tot 13.9.1937                                                                      | Lange Straße 34 | 2. Aug. 2005 neu verlegt im Mai 2021 | Arthur Cohn (1877–1937) wurde am 23. Februar 1877 in Anklam geboren. Er war verheiratet mit Berta Schlesinger (1869–1928), mit der er einen Sohn, Ludwig Cohn (1907–1944), hatte. Nach dem Tod seiner ersten Frau heiratete er 1930 in Berlin die aus Hameln stammende Tochter einer großen Kaufmannsfamilie und Witwe Thekla Gotthelf, geb. Bernstein (1908–1941). Cohn führte in Garz/Rügen ein Textilgeschäft; zuvor war er auch im Stralsunder Kaufhaus „Schlesinger Nachfl.“ in der Ossenreyerstraße 53 tätig. Er starb am 13. oder 18. September 1937. |
| weitere Bilder \| | In Garz wohnte Thekla Cohn geb. Bernstein Jg. 1908 geflohen 9.11.1938 verhaftet 1941 Gefängnis Düsseldorf deportiert 1941 ermordet in Minsk | Lange Straße 34 | 2. Aug. 2005 neu verlegt im Mai 2021 | Thekla Cohn, geb. Bernstein, verwitwete Gotthelf, wurde 1908 in Hameln in eine große Kaufmannsfamilie hinein geboren. Ihre Eltern waren Kusel und Esther Bernstein, geb. Stern. Sie hatte fünf Geschwister: Karl (1880–1942), Paula (1882–1941), Hedwig (1887–1942), Else (1891–1942) und Max (1895–1943). Die Witwe heiratete 1930 in Berlin den verwitweten Arthur Cohn (1877–1937), der in Garz/Rügen ein Textilgeschäft führte. Nach dem Tod ihres Mannes im Jahr 1937 führte sie zunächst das Geschäft weiter. Mit Hilfe einiger Bürger der Stadt konnte sie sich in der Reichspogromnacht, in der das Geschäft zerstört wurde, retten. Sie lebte mit ihrer Schwester Else erst in Lüdenscheid, später in Düsseldorf. Im November 1941 wurde Thekla Cohn deportiert. Auch ihre fünf Geschwister starben in der Shoah. An ihre beiden Schwestern erinnern Stolpersteine in Düsseldorf. |
| weitere Bilder \| | In Garz wohnte Ludwig Cohn deportiert 1943 Theresienstadt 1944 Auschwitz ermordet                                                           | Lange Straße 34 | 2. Aug. 2005 neu verlegt im Mai 2021 | Ludwig Cohn wurde am 18. November 1907 in Garz geboren. Sein Vater war der Kaufmann Arthur Cohn (1877–1937) in dessen erster Ehe mit Berta Schlesinger (1869–1928). Er wohnte zuletzt in Berlin-Wilmersdorf. Am 30. Juni 1943 wurde er in das Ghetto Theresienstadt und am 15. Mai 1944 in das Vernichtungslager Auschwitz deportiert. |